# Densitometria
La densitometria és una tècnica mitjançant la qual es pot determinar la densitat d'una substància, d'un cos o fins i tot de parts del cos humà, com passa en la densitometria òssia. El procediment més habitual es basa a estudiar la proporció de llum que deixa passar i que reté una determinada massa. En la tècnica de biologia molecular anomenada transferència Western, la densitometria s'utilitza per quantificar la quantitat de proteïna que es troba en una determinada banda. Per aquest cas en particular hi ha alguns programes que poden realitzar això, entre els quals es pot destacar Sion Image i Image J.